# Кисель, Сергей Александрович
Сергей Александрович Кисель (род. 27 марта 1971, Кзыл-Орда, КазССР, СССР) — российский военачальник, генерал-лейтенант (2020). 
Командующий 1-й гвардейской танковой Краснознамённой армией (апрель 2018 — март 2022).

## Биография
Родился 27 марта 1971 года в г. Кзыл-Орда Кзыл-Ординской области. На воинской службе с 1990 года.
Окончил Ташкентское высшее танковое командное ордена Ленина училище имени дважды Героя Советского Союза маршала бронетанковых войск П. С. Рыбалко (1993), Общевойсковую орденов Ленина и Октябрьской Революции, Краснознамённую, ордена Суворова академию имени М. В. Фрунзе Вооружённых Сил Российской Федерации (2002), Военную ордена Ленина Краснознамённую орденов Суворова и Кутузова академию Генерального штаба Вооружённых Сил Российской Федерации (2016).
Прошёл должности от командира танкового взвода до командира 19-й отдельной мотострелковой Воронежско-Шумлинской Краснознамённой, орденов Суворова и Трудового Красного Знамени бригады (2010—2014). С 2016 по 2018 год — начальник штаба — первый заместитель командующего 20-й гвардейской общевойсковой Краснознамённой армии.
Воинское звание генерал-майор присвоено в июне 2013 года.
В 2017 году во время российской военной операции в Сирии был командующим группировкой войск в Алеппо.
В апреле 2018 года назначен командующим 1-й гвардейской танковой Краснознамённой армией.
Указом Президента России от 20 февраля 2020 года присвоено воинское звание генерал-лейтенант.
Участник боевых действий.
19 мая 2022 служба внешнеполитической разведки Великобритании сообщила о том, что генерал-лейтенант Сергей Кисель отстранен от командования 1-й гвардейской танковой армией за неспособность захватить Харьков во время вторжение России на Украину.
По состоянию на май 2024 года — командующий группировкой войск (сил) Вооруженных Сил Российской Федерации в Сирийской Арабской Республике.
Женат, воспитывает сына.

## Награды
- Орден «За заслуги перед Отечеством» IV степени с мечами,
- Орден Жукова,
- Два ордена Мужества,
- Орден «За военные заслуги»,
- Медаль Суворова,
- Медали РФ.